# 杜鵑櫛圓盾介殼蟲
杜鵑櫛圓盾介殼蟲（学名：Hemiberlesia chipponsanensis）为盾介殼蟲科櫛圓盾介殼蟲屬下的一个种。